# The Hidden Assassins
Em Assassinos Escondidos, romance de Robert Wilson, enquanto o detective Javier Falcón investiga um cadáver mutilado e sem rosto, encontrado numa lixeira municipal, a encantadora cidade de Sevilha é abalada por uma enorme explosão, que tem efeitos devastadores num prédio de apartamentos e também num jardim de infância vizinho.
Descobre-se, depois, que na cave do prédio existia uma mesquita, e todos começam a sentir-se apavorados com a ideia de uma ameaça terrorista. O calor intenso do Verão sevilhano está no seu auge. O terror invade a vida quotidiana, mas, numa cidade em alerta vermelho, Falcón percebe que nem tudo é o que parece. E, quando sabe que lhe falta muito pouco para resolver aquele caso, é confrontado com uma descoberta realmente assustadora. É que talvez não vá a tempo de evitar uma catástrofe gigante, que ultrapassa as fronteiras de Espanha.